# In persona Christi
In persona Christi je latinský výraz znamenající „v osobě Kristově“, což je důležitý pojem v římském katolicismu a v různé míře i v jiných křesťanských tradicích, jako je luteránství a anglikánství. V katolické teologii je kněz In persona Christi, protože ve svátostech, které uděluje, je to Bůh a Kristus, kdo jedná skrze kněze. Rozšířený termín In persona Christi capitis, „v osobě Krista hlavy“, zavedli biskupové II. vatikánského koncilu v dekretu o službě a životě kněží Presbyterorum ordinis ze 7. prosince 1965.

## Římskokatolické pojetí
V římskokatolickém náboženství vystupuje kněz v osobě Krista, když pronáší slova, která jsou součástí svátostného obřadu. Například při mši svaté jsou to slova ustanovení, jimiž se chléb stává Tělem Kristovým a víno Jeho Krví. Kněz a biskup při vedení církve jednají v osobě Krista, který je hlavou. 

### Nedávná historie

#### Papež Pius XII. (1947)
40. Pouze apoštolům, a od té doby těm, na které jejich nástupci vložili ruce, je udělena kněžská moc, na jejímž základě zastupují osobu Ježíše Krista před svým lidem a zároveň jednají jako zástupci svého lidu před Bohem.....
68. Důstojná oběť oltářní tedy není pouhou prázdnou připomínkou umučení a smrti Ježíše Krista, ale skutečným a řádným obětním úkonem, jímž velekněz nekrvavým obětováním přináší sám sebe jako nejpřijatelnější oběť věčnému Otci, jak to učinil na kříži. „Je to jedna a táž oběť; nyní ji obětuje skrze službu svých kněží tatáž osoba, která se tehdy obětovala na kříži, jen způsob obětování je jiný.“
69. Knězem je tentýž Ježíš Kristus, jehož posvátnou osobu jeho služebník představuje. Služebník je pak díky svátostnému svěcení, které přijal, připodobněn veleknězi a má moc konat skutky na základě samotné Kristovy osoby.

#### Biskupové II. vatikánského koncilu (1964)
28. ... Kněží sice nemají nejvyšší stupeň kněžství, a i když jsou při výkonu své moci závislí na biskupech, přesto jsou s biskupy spojeni v posvátné důstojnosti. Mocí svátosti svěcení jsou k obrazu Krista, věčného velekněze, posvěceni k hlásání evangelia, k pastýřství věřících a ke slavení bohoslužeb, takže jsou pravými kněžími Nového zákona. Jsou účastni funkce Krista, jediného Prostředníka, a na úrovni své služby hlásají všem božské slovo. Svou posvátnou funkci vykonávají zejména při eucharistické bohoslužbě neboli slavení mše svaté, kterou působí v osobě Krista...
29. Na nižším stupni hierarchie jsou jáhni, kterým jsou ruce vloženy „ne ke kněžství, ale ke službě“.

#### Papež Pavel VI. (1967)
29. ... jednající v osobě Krista se kněz co nejtěsněji spojuje s obětí a klade na oltář celý svůj život, který nese stopy zápalné oběti.

#### Papež Jan Pavel II. (1980)
8. Kněz přináší svatou Oběť in persona Christi... Vědomí této skutečnosti vrhá určité světlo na charakter a význam kněze celebranta, který tím, že koná svatou Oběť a jedná „in persona Christi“, je svátostně (a nevýslovně) uveden do této nejhlubší svátosti, stává se její součástí a duchovně s ní postupně spojuje všechny účastníky eucharistického shromáždění.

#### Typická verze Katechismu katolické církve (1997)
... Nikdo si nemůže sám dát zmocnění a poslání hlásat evangelium. Ten, koho Pán posílá, nemluví a nejedná ze své autority, nýbrž v síle autority Kristovy; nemluví ke společenství jako jeho člen, ale mluví k němu Kristovým jménem. Nikdo nemůže udělit sám sobě milost. Ta musí být dána a poskytnuta. To předpokládá, že existují služebníci milosti, které Kristus zplnomocnil a oprávnil. Od něho dostávají poslání a zmocnění [„posvátnou moc“] jednat„v osobě Krista, hlavy“. Tu službu, jejímž prostřednictvím ti, které Kristus poslal, vykonávají a dávají jako Boží dar to, co sami od sebe nemohou vykonat ani dát, církevní tradice nazývá „svátostí“. Církevní služba je udělována skrze zvláštní svátost.

#### Papež Benedikt XVI. (2007)
Při slavení mše svaté na Zelený čtvrtek s římskými kněžími Benedikt XVI. řekl, že kněží by se měli důkladně připravit na sloužení mše svaté a udělování svátostí a pamatovat na to, že jednají v osobě Krista.

#### Kodex kanonického práva (1983) ve znění Benedikta XVI. (2009)
Kán. 1008 Svátostí svěcení se z Božího ustanovení někteří věřící, označni nezrušitelným znamením, stávají posvátnými služebníky, kteří jsou zasvěceni a určeni, aby každý podle svého stupně, novým a specifickým způsobem sloužili Božímu lidu.
Kán. 1009
§ 1. Stupně svátosti svěcení jsou: biskupský, kněžský a jáhenský.
§ 2. Svátost svěcení se uděluje vkládáním rukou a modlitbou svěcení, kterou pro jednotlivé stupně předpisují liturgické knihy.
§ 3. Ti, kdo byli svěcením ustanoveni do episkopátu nebo presbyterátu obdrží úřad a schopnost jednat v osobě Krista hlavy, zatímco jáhni dostávají schopnost sloužit Božímu lidu diakonií liturgie, slova a lásky.
Změna v kanonickém právu, kterou zavedlo Omnium in mentem, vyřešila rozpor mezi použitelností in persona Christi capitis („v osobě Krista Hlavy“) pro jáhny i kněze a biskupy. Podle nového motu proprio se in persona Christi capitis vztahuje pouze na kněze a biskupy.

### Liturgický význam
Učení In persona Christi ovlivňuje liturgickou praxi. Když kněz promlouvá ke shromáždění In persona Christi, slova, která pronáší, jsou spíše slovy Boha k církvi než slovy lidí k Bohu. Například při diskusi o závěru mše svaté Úřad pro papežské bohoslužby uvedl: 
Zde... jedná „in persona Christi“. Proto neříká v množném čísle „ať nám všemohoucí Bůh požehná“ nebo „mše skončila, odejděme v pokoji“. Mluví ve jménu osoby Kristovy a jako služebník církve, kvůli tomu uděluje požehnání a zároveň se ho dovolává... „Požehnej vás Všemohoucí Bůh...“ a „Jděte ve jménu Páně.“

## Luteránské chápání
V rané luteránské praxi, která se dnes udržuje jen v nejkonzervativnějších luteránských církvích, když luteránský pastor uděluje svátost rozhřešení, jedná in persona Christi, z čehož vychází i teologie zpovědní pečeti. Protože kněz „jedná místo Krista, když hříšníkovi dává rozhřešení – Lk 10, 16 (Kral, ČEP); 2Kor 2, 10 (Kral, ČEP), jedná místo Krista také tehdy, když zpověď vyslechne.“ Jako takový tedy „nesmí zjevit to, co nezjevuje sám Kristus – Iz 43, 25 (Kral, ČEP); Jer 31, 34 (Kral, ČEP).“
Současná luteránská zpovědní praxe se však od těchto raných forem vzdálila, a to na základě Lutherova výroku v jeho Formula Missae: „Ohledně soukromé zpovědi před přijímáním si stále myslím to, co jsem zastával již dříve, totiž že není ani nutná, ani by se neměla vyžadovat. Nicméně je užitečná a nemělo by se jí pohrdat.“